# Quassia versicolor
Quassia versicolor là một loài thực vật có hoa trong họ Thanh thất. Loài này được (A.St.-Hil.) Spreng. miêu tả khoa học đầu tiên năm 1827.